# Bases légales de la statistique publique en Suisse
En Suisse, la statistique publique se fonde sur la Constitution fédérale, qui définit à son article 65 ("Statistique") le mandat et les compétences dans ce domaine.
Les bases légales de la statistique publique sont réglées en détail notamment dans la loi du 9 octobre 1992 sur la statistique fédérale (LSF). Cette loi énonce les tâches de la statistique fédérale et en décrit l’organisation ; elle précise encore les principes de la collecte des données, de la publication des résultats et de la fourniture d’autres prestations de services. Elle règle en particulier les dispositions relatives à la protection des données.
Le recensement de la population, qui constitue la plus ancienne et la plus vaste enquête statistique, est régi par une loi spécifique, adoptée le 22 juin 2007. Une autre loi règle l'harmonisation des registres des habitants et d'autres registres officiels de personnes, dans le but de rationaliser la collecte des données, comme le permet la constitution.
Plusieurs ordonnances viennent compléter et préciser les lois mentionnées. Les dispositions en question règlent plus particulièrement l'organisation de la statistique fédérale et l'exécution des relevés statistiques fédéraux, les émoluments et indemnités perçus pour les prestations de services statistiques, le registre des entreprises et des établissements et le registre fédéral des bâtiments et des logements.

## Évolution du cadre légal
Le 23 juillet 1870, le Parlement approuve une loi fédérale "concernant les relevés officiels statistiques en Suisse", dont le contenu se limite aux questions organisationnelles. Cette loi donne cependant lieu à un développement désorganisé des statistiques.
La loi du 9 octobre 1992 sur la statistique fédérale remplace celle de 1870 et pose les bases d'une statistique suisse moderne. Ses principales innovations sont la désignation de l'Office fédéral de la statistique (OFS) comme service central de la Confédération (l'OFS est chargé de la coordination de la statistique au niveau national), l'établissement d'un programme pluriannuel de la statistique fédérale et l'institution d'une commission de la statistique fédérale (chargée de conseiller le Conseil fédéral).
La constitution fédérale du 18 avril 1999 contenait pour la première fois un article sur la statistique (art. 65). Alors que l'ancienne constitution fédérale n'attribuait à la Confédération des compétences statistiques que dans certains domaines, l'art. 65 de la constitution de 1999 lui accorde une compétence générale en matière de statistique. Selon cet article, "la Confédération collecte les données statistiques nécessaires concernant l’état et l’évolution de la population, de l’économie, de la société, de la formation, de la recherche, du territoire et de l’environnement en Suisse". Cette formulation n'exclut pas que les cantons puissent procéder à des relevés pour leur propre territoire. La Confédération assume ici une compétence parallèle, ce qui laisse la voie libre à l'exécution d'activités coordonnées entre la Confédération et les cantons dans le domaine statistique.

## Contenu de la loi sur la statistique fédérale (LSF)
- Dispositions générales
- Compétences et participation
- Organisation de la statistique fédérale
- Protection et sécurité des données
- Publications et prestations de services
- Dispositions pénales
- Dispositions finales

Date d’entrée en vigueur : 1er août 1993 (par arrêté du Conseil fédéral du 30 juin 1993)